# Messerschmitt Bf 161
Die Messerschmitt Bf 161 war eine als Höhenfernaufklärer abgewandelte Messerschmitt Bf 110B mit einem um etwa 1 m verlängerten Rumpfbug zur Aufnahme einer Photoausrüstung. Als Antrieb dienten zwei 960 PS starke Motoren des Typs Daimler-Benz DB 600A. Es wurden nur zwei Prototypen gebaut. In Serie ging das Muster nicht, da das Reichsluftfahrtministerium sich zugunsten der Dornier Do 17 entschied.

## Technische Daten
| Kenngröße             | Daten (Bf 161 V2)                                                      |
| --------------------- | ---------------------------------------------------------------------- |
| Besatzung             | 3                                                                      |
| Spannweite            | 17,16 m                                                                |
| Länge                 | 12,82 m                                                                |
| Höhe                  | 3,30 m                                                                 |
| Flügelfläche          | 38,40 m²                                                               |
| Flügelstreckung       | 7,7                                                                    |
| Rüstmasse             | 3250 kg                                                                |
| Startmasse            | 4890 kg                                                                |
| Antrieb               | zwei flüssigkeitsgekühlte Zwölfzylinder-V-Motoren Daimler-Benz DB 600A |
| Startleistung         | je 1.000 PS (735 kW)                                                   |
| Höchstgeschwindigkeit | 490 km/h in 4000 m Höhe                                                |
| Marschgeschwindigkeit | 350 km/h                                                               |
| Landegeschwindigkeit  | 110 km/h                                                               |
| Steigzeit             | 5,0 min auf 3000 m Höhe                                                |
| Dienstgipfelhöhe      | 8000 m                                                                 |
| Bewaffnung            | zwei bewegliche 7,92-mm-MG-15 (vorgesehen)                             |